# Den korte sommer
Den korte sommer er en dansk film fra 1976. Den fortæller historien om en "feltmadras", der under besættelsen blev forelsket i en tysk soldat. Filmen er indspillet i Hjørring i Nordjylland.
- Manuskript og instruktion Edward Fleming.

Blandt de medvirkende kan nævnes:
- Ghita Nørby
- Henning Jensen
- Ove Sprogøe
- Bodil Udsen
- Ole Larsen
- Lone Hertz
- Elin Reimer
- Birgitte Federspiel
- Birgit Conradi
- Peter Steen
- Karl Stegger
- Jens Okking
- Mime Fønss
- Ole Ernst
- Beatrice Palner
- Tony Rodian
- Holger Vistisen
- Eddie Karnil
- Gyda Hansen
- Lizzi Varencke